# كارل نيومان ديجلر
كارل نيومان ديجلر (بالإنجليزية: Carl Neumann Degler)(ولد في 6 فبراير 1921 في أورانج، نيو جيرسي) هو مؤرخ أمريكي. كان ديجلر الرئيس السابق لمنظمة المؤرخين الأمريكيين، ورابطة التاريخ الأمريكي، ورابطة التاريخ الجنوبي. بالإضافة إلى ذلك، ديجلر أستاذ تاريخ أمريكي (ونيل الدكتوراة في التاريخ الأمريكي في هذه الجامعة دعمته مارجريت بيرن ماليًا من قبل) متقاعد بجامعة ستانفورد.

## حياته العملية
في عام 1972، مُنح ديجلر جائزة بوليتزر في التاريخ عن كتابه «لا أبيض ولا أسود»، وهو عمل يقارن بين العبودية والعلاقات فيما بين الأجناس في البرازيل والولايات المتحدة. وكتب ديجلر أيضًا «من ماضينا»، وهي دراسة في تاريخ الولايات المتحدة. ويستخدم العديد من الطلاب والباحثين هذه الدراسة في الوقت الحالي في صفوفهم ودراستهم، إلى جانب كتاب هوارد زين وهو «التاريخ الشعبي للولايات المتحدة»، فيستخدم الطلاب الكتابين باعتبارهما فكرين مختلفين، وبذلك يحصلون على الصورة المُثلى عن التاريخ الأمريكي. وفي عام 1986 تم انتخاب ديجلر ليصبح رئيس رابطة التاريخ الأمريكي.

## حياته الشخصية
ديجلر متزوج من تيريزا بيكر ديجلر، ولديه من الأبناء اثنين، ومن الأحفاد أربع.

## الأثر في التعليم
يدرس الطلاب في صفوف التاريخ في العديد من المدارس الثانوية، التي توفر نظام تحديد المستوى المتقدم، أعمال ديجلر. ويناقش طلاب الجامعة في صفوف اللغة الإنجليزية والتاريخ أعمال ديجلر نقاش مفصل وموسع.

## قائمة المؤلفات
فيما يلي قائمة ببعض أعمال ديجلر:
- «من ماضينا: القوى التي شكلت أمريكا الحديثة» (1959).
- «لا أبيض ولا أسود: العبودية والعلاقات فيما بينا الأجناس في البرازيل والولايات المتحدة» (1972).
- «الجنوب الآخر – المنشقين الجنوبيين في القرن التاسع عشر» (1974).
- «المكان عبر الزمان: استمرار تمييز الجنوب» (1977).
- «في خلاف: المرأة والأسرة في أمريكا من الثورة حتى الآن» (1981).
- «بحثًا عن طبيعة الإنسان: تراجع وإعادة ازدهار الداروينية في الفكر الاجتماعي الأمريكي» (1991).
- «الثورة الأمريكية الثالثة» (1959).

## وصلات خارجية
- "In Pursuit of an American History" نسخة محفوظة 18 أغسطس 2013 على موقع واي باك مشين. 1986 AHA Presidential Address
- The Pulitzer Prizes